# テレビ近未来研究所
『テレビ近未来研究所』（テレビきんみらいけんきゅうじょ）は、TBS製作で1992年10月15日から1993年3月25日まで放送されていたバラエティ番組である。放送時間は毎週木曜 22:00 - 22:54 （日本標準時）。
同年1月2日に放送された『初夢スペシャル 逸見・純次の大予測!!』をベースに、レギュラー番組化。日常の出来事を予測するクイズコーナーと占いのコーナーによって構成。キャッチコピーは「激動の日本・激動の世界・激動の21世紀を大胆予測!」だった。

## 出演者

### 司会
- 小林克也 - 研究所長役。
- 高田純次 - 研究所副所長役。
- 左近司彩子 - 初代秘書役。
- 城戸真亜子 - 二代目秘書役。
- 逸見政孝 - パイロット版『初夢スペシャル 逸見・純次の大予測!!』司会。

### 解答者
本番組のレギュラー解答者は「研究生」と呼ばれていた。
- やしきたかじん
- 田中康夫
- 井森美幸
- そのまんま東
- 星野仙一
- ほか

### ナレーター
- バッキー木場

## 主なコーナー
トトカカフィーバー
これから1週間以内に起こると推測される物事を研究所が予測し、その通りになるのかを研究生たちが「YES」か「NO」かで答えていたクイズコーナー。当初出題していたのは5 - 7問で、その内容は日常の事や時事問題、週末に行われる中央競馬など多岐にわたっていた。後期には1つのテーマでくくり、番組オリジナルの実験も含めて3 - 4問になった。得点は予想結果によって変動し、正解なら10点が、全問正解ならパーフェクト賞としてさらに100点が与えられたが、間違いなら10点を差し引かれた。
得点は累計され、300点に達した研究生には100万円が贈呈された。そして海外旅行と筆頭スポンサーである三菱電機の家電製品が視聴者プレゼントにされた。視聴者もはがきを通じて参加でき、全問正解者の中から抽選で5人に10万円が当たった。1992年最後の放送のみ「年末ジャンボトトカカ」と題し、10問の問題に全問正解した中から抽選で10人に10万円ずつがプレゼントされた。
トトカカフォロー
トトカカフィーバーの答え合わせ。
来週の星座ランキング
星座占いのコーナーで、放送日の翌週1週間について占った結果をランキング形式で良い順に発表。最初に2位から11位までの星座を列挙していき、その後に最上位の星座と最下位の星座に対してのラッキーアドバイスを伝えていた。最終回には「世紀末の星座ランキング」と題して行った。セットのランキングボードは、『ザ・ベストテン』『クイズ100人に聞きました・トラベルチャンス』から一部流用・転用とのこと。

## エンディングテーマ
- 約束の丘（福山雅治、前期エンディングテーマ）
- ロード（THE 虎舞竜、後期エンディングテーマ）

| TBS系列 木曜22:00枠                               | TBS系列 木曜22:00枠                                   | TBS系列 木曜22:00枠                                  |
| 前番組                                            | 番組名                                                | 次番組                                               |
| ------------------------------------------------- | ----------------------------------------------------- | ---------------------------------------------------- |
| キライじゃないぜ （1992年7月2日 - 1992年9月24日） | テレビ近未来研究所 （1992年10月15日 - 1993年3月25日） | TVジェネレーション （1993年4月15日 - 1994年3月24日） |